# František Ferdinand z Gallasu
František Ferdinand z Gallasu, plným jménem František Ferdinand Ignác, hrabě z Gallasu, vévoda z Lucery, německy Franz Ferdinand, Graf von Gallas, Herzog zu Lucera (1635 – 4. ledna 1697 Praha) byl český šlechtic, starší syn Matyáše z Gallasu a jeho druhé manželky Anny Marie Doroty hraběnky z Lodronu.

## Životopis
František Ferdinand Gallas byl starším ze synů vojevůdce Matyáše z Gallasu a jeho druhé ženy, hraběnky Doroty Anny z Lodronu, podruhé provdané kněžny Lichtenštejnové (1619–1666).
Na pražské univerzitě studoval filozofii, kterou dokončil roku 1657. Udržoval styky s učenci a umělci, přátelil se například s Karlem Škrétou, kterého posléze i zaměstnával. Podařilo se mu také získat hodnost titulárního císařského komorníka, hodnost sice prestižní, ale nesrovnatelnou s významnými funkcemi, které zastávali jeho otec, syn a vnuk. Lépe se mu vedlo v oblasti vojenské, kde se stal plukovníkem-majitelem v armádě jak císařské, tak španělské. Stejně jako jeho mladší bratr, Antonín Pankrác, tedy vlastnil vojenský pluk.
Roku 1661 získal Hořiněves a spolu s ní též další obce v jejím okolí, a sice obce Benátky, Boháňka, Brzice, Čistěves, Habřina, Habřinka, Hustířany, Chloumek, Jasenná, Jeřičky, Lípa nad Orlicí, Lužany, Maňovice, Máslojedy, Neznášov, Ples, Račice, Rodov, Rožnov, Rtyně, Semonice, Sendražice, Zderaz a Žíželeves. O sedm let později dokoupil za 22 tisíc zlatých od dědiců po Magdaleně Polyxeně Mičanové z Valdštejna statek Dolní Neděliště a část Světí. Pobýval jak v Praze, tak na hořiněveském panství, kde se mu na zdejším zámku narodil Jan Václav z Gallasu, jenž se posléze stal neapolským místokrálem. Svého syna pokřtil František Ferdinand Gallas dne 20. března 1671 v hořiněveském kostele.
Hrabě vlastnil též frýdlantské panství, kde společně se svou manželkou Emerenciánou nechal v roce 1676 u poutního místa v Hejnicích vybudovat ambit, v němž se mohli před nepřízní počasí ukrýt poutníci. S ohledem na vzrůstající počet věřících, kteří sem putovali, pozval do Hejnic řád františkánů, aby o poutní místo pečovali. V listině z 20. února 1691 přislíbil hrabě materiální péči o řeholníky. V roce 1680 proběhla na frýdlantském panství rebelie poddaných, vedená Ondřejem Stelzigem a popsaná v románu Václava Kaplického, Železná koruna.
František Ferdinand zemřel 4. ledna 1697 a po dokončení přestavby hejnického kostela byly v kryptě kostela uloženy jeho ostatky.

## Majetkové poměry
František Ferdinand, který se r. 1661 stal hlavou rodu, měl v držení tyto majetky:

### Panství a statky v Království českém
- Panství Liberec
- Panství Frýdlant (1674 koupil od bratra)
- Panství Hořeněves (prodal 1674)
- Panství Radim - Pečky (koupeno 1685, fakticky ve vlastnictví Františkovy 2. manželky)
- Statek Dolní Neděliště (1668–1674)
- Statek Světí (1668–1674)
- Statek Kovanice (1668–1669)
- Dům v Praze na Starém Městě (předchůdce tzv. Clam-Gallasovského paláce)

### Panství v Tridentském biskupství
Tridentská panství držel s bratrem Antonínem Pankrácem ve formě ideální poloviny
- Polovina paláce v Trentu (dnes Thunovský palác) - prodán 1662
- Polovina panství Torre Franca (Freyenthurn) - prodáno 1662
- Polovina panství Matarelo - prodáno 1662

### Majetky v Království neapolském
- Vévodství Lucera v Apulii

## Rodina
První sňatek uzavřel 3. července 1660 s hraběnkou Kateřinou Barborou z Martinic ( asi 1642 – 15. října 1667 Praha), z manželství vzešly tři děti:
- 1. Leopold Arnošt (18. 7. 1661 Praha – 1662)
- 2. Terezie (25. 11. 1663 – před 1668)
- 3. Kajetána (8. 7. 1666 Hořiněves – 5. 11. 1702)
  - ⚭ Václav Bernard hrabě Bruntálský z Vrbna

Podruhé se oženil 16. června 1668 s hraběnkou Johannou Emerenciánou Gašínovou z Rosenbergu (23. ledna 1643 –16. října 1735 Praha), z manželství vzešlo 10 potomků:
- 4. František Matyáš (23. 5. 1669 Liberec –18. 9. 1689 Ženeva), zamýšlený dědic, zemřel na kavalírské cestě
- 5. Josef Antonín (3. 4. 1670 Hoříněves – 24. září 1689 u Bělehradu), voják, padl na tureckém bojišti
- 6. Jan Václav (20. 3. 1671 Hořiněves – 25. 7. 1719 Neapol), pokračovatel rodu
  - ⚭ I. Marie Anna z Dietrichsteinu (10. 8. 1681 Vídeň – 16. 2. 1704 Praha)
  - ⚭ II. Marie Ernestina z Dietrichsteinu (13. 7. 1688 Vídeň – 30. 1. 1745 Vídeň)
- 7. Barbora Terezie (3. 7. 1672 Hořiněves – 10. 12. 1673)
- 8. Františka Antonie (2. 6. 1674 Hořiněves – 8. 6. 1681 Frýdlant)
- 9. Johanna Aloisie Beatrix (11. 5. 1676 Frýdlant – 12. 7. 1716), babička Kristiána Filipa z Clamu, prvního Clam-Gallase
  - ⚭ Karel Linhart hrabě z Colonna-Felsu (3. 12. 1674 Toszek – 6. 6. 1716 Strzelce Opolskie)
- 10. Rudolf Hubert (4. 4. 1678 Frýdlant – 11. 4. 1699 Vídeň)
- 11. Leopold Vojtěch ([11. 11. 1679? – 28. 6. 1680)
- 12. Marie Anna (10. 4. 1684 Praha – 1686?)[3]
- 13. N. N. († v dětství)